# Вінський Йосип Вікентійович
Йо́сип Віке́нтійович Ві́нський (нар. 2 січня 1956, с. Лошківці, Дунаєвецький район, Хмельницька область, Українська РСР, СРСР) — український політик, міністр транспорту та зв'язку в другому уряді Юлії Тимошенко.

## Життєпис
Народився 2 січня 1956 в селі Лошківці Дунаєвецького району Хмельницької області в селянській сім'ї.

### Освіта
У 1977 закінчив Кам'янець-Подільський сільськогосподарський інститут за спеціальністю інженер-механік. 
Навчався у Вищій партійній школі при ЦК КПУ, політолог.

### Кар'єра
У 1977–1979 — інженер-діагностик Кам'янець-Подільського районного об'єднання «Сільгосптехніка» Хмельницької області; головний інженер радгоспу ім. Щорса ВО «Союзсортнасінняовоч» Дубенського району Рівненської області.
У 1978–1981 — конструктор, старший інженер Кам'янець-Подільського відділення Київського спеціального ПКБ «Укрсортнасінняовоч».
З 1983 — член КПРС.
У 1981–1991 — на комсомольській і партійній роботі. У 1991–1994 — начальник технічного центру «Бєларусь» підприємства «Агропромтехніка», Хмельницький.

## Політична кар'єра
З жовтня 1991 — член СПУ. Очолював Хмельницьку обласну організацію СПУ.
З квітня 1994 (2-й тур) до квітня 1998 — Народний депутат України 2-го скликання, Городоцький виборчий округ № 411 Хмельницької області, висунутий СПУ. Голова підкомітету з питань економічних реформ, ціноутворення, податків та структурної політики Комітету з питань АПК, земельних ресурсів і соціального розвитку села. Член (уповноважений) фракції СПУ і СелПУ. На час виборів: начальник технічного центру «Бєларусь» Хмельницького обласного підприємства «Агропромтехніка».
Березень 1998 — квітень 2002 — Народний депутат України 3-го скликання від СПУ-СелПУ, № 9 в списку. На час виборів: народний депутат України, член СПУ. Член фракції Соціалістичної партії і Селянської партії України («Лівий центр») (з травня 1998, пізніше — фракція СПУ); член Комітету з питань економічної політики, управління народного господарства, власності та інвестицій (з липня 1998).
Лютий 2001 — представник Громадянського комітету захисту Конституції «Україна без Кучми» для ведення переговорів з представниками «режиму Кучми».
Березень 2002 — представник СПУ в ЦВК.
Квітень 2002 — квітень 2006 — Народний депутат України 4-го скликання від СПУ, № 6 в списку. На час виборів: народний депутат України, член СПУ. Уповноважений представник фракції СПУ (з травня 2002); секретар Комітету з питань бюджету (з червня 2002).
З травня 2002 — перший секретар Політради СПУ.
Квітень 2006 — листопад 2007 — Народний депутат України 5-го скликання від СПУ, № 6 в списку. На час виборів: народний депутат України, член СПУ. Члені фракції СПУ (квітень — жовтень 2006); член Комітету з питань бюджету (з липня 2006).
Липень 2006 — залишає посаду першого секретаря СПУ на знак протесту проти висунення головою СПУ О. Мороза своєї кандидатури на посаду голови Верховної Ради (що мало наслідком істотне зближення СПУ, КПУ та ПРУ).
У січні 2007 року вступив в партію Всеукраїнське об'єднання «Батьківщина», став заступником керівника фракції БЮТ та заступником голови ВО «Батьківщина».
На виборах 2007 року отримав депутатський мандат за списком Блоку Юлії Тимошенко (№ 4). Під час виборчої кампанії був першим заступником голови виборчого штабу БЮТ.
Призначений на посаду Міністра транспорту та зв'язку України Постановою Верховної Ради України № 10-VI від 18 грудня 2007.
17 червня 2009 подав у відставку з посади. Як пояснив самі Вінський, його рішення «обумовлене серйозними розбіжностями з прем'єр-міністром України Юлією Тимошенко щодо політичних, кадрових, економічних питань, а також етики відносин між членами Кабінету Міністрів України». Того ж дня Вінський вийшов з ВО «Батьківщина». Звільнений з посади міністра транспорту та зв'язку України 23 червня 2009 року за рішенням Верховної Ради України.
17 вересня 2009 Йосип став координатором народно-патріотичного об'єднання «Набат», у створенні якого взяли участь понад 20 демократичних, соціал-демократичних і народно-патріотичних партій та громадських організацій.
9 лютого 2010 очолив політичну партію «Народна влада».
17 грудня 2011 обраний заступником голови партії «Об'єднані ліві і селяни».

## Нагороди
- Орден «За заслуги» III ступеня (квітень 2009)[6].